# 고경명
고경명(髙敬命, 1533년 11월 30일 ~ 1592년 7월 10일)은 조선 중기의 문신·의병장이다.
1533년 전라도 광주에서 출생하였다. 아버지는 대사간 고맹영(高孟英)이고, 할아버지는 형조좌랑 고운(高雲)이다. 자는 이순(而順), 호는 제봉(霽峰) 또는 제봉(霽峯)·태헌(苔軒)·태사(苔槎), 본관은 장흥(長興)이며, 시호는 충렬(忠烈)이다.
남평현감으로 재직하고 있던 백인걸(白仁傑)의 문하에서 수학하고, 1552년(명종7) 진사시에 합격하고 1558년 식년 문과에 장원 급제하여 관직에 나갔다.
1563년 명종비 인순왕후의 친정 외삼촌인 이조판서 이량(李樑)과 그 일파의 전횡을 삼사에서 논할 때 교리(校理)로서 참석하였다가, 논의를 장인 김백균을 거쳐서 이량에게 알려주었다가 발각되어 울산군수로 좌천 당하고 사헌부 탄핵을 받다 곧 파면 되었다. 1581년에 복직되어 명나라에 사신으로 다녀왔다. 1591년 봄 동래부사로 있다가 종계변무가 성사되자 광국원종공신에 책록되었다. 같은 해 여름 서인이 제거될 때 동인이 좌상(左相) 정철(鄭澈)을 논죄(論罪)하며, 그를 지목하여 정철(鄭澈)의 추천을 받은 사람이라 하여 사직하고 낙향했다.
1592년(선조 25) 4월 임진왜란이 일어나자 담양에서 6,000여 명의 의병을 모아 왜군과 교전하였다. 전주 · 은진을 거쳐 금산 전투에서 왜군과 교전하던 중 7월에 전사하였다. 그의 둘째아들 고인후(高因厚)도 이때 함께 전사하였다.
왜란 후 호남 유생들이 세운 포충사(광주광역시 기념물 제7호)에서 고경명과 그의 두 아들 종후, 인후 그리고 유팽로, 안영의 순절을 함께 기리고 있다.

## 생애

### 초기 활동
1533년 광주 압보촌(鴨保村)에서 대사간 고맹영과 성균관진사 서걸의 딸 남평서씨의 아들로 태어났다. 할아버지 고운은 조광조와 친하게 지냈다는 이유로 승의랑, 형조좌랑 등을 지냈으나 1519년 기묘사화로 관작을 삭탈당하고 고향에 내려와 여생을 보냈다. 그는 어린 시절부터 어른처럼 의연하였다. 휴암 백인걸이 남평현감으로 근무할 때 한번 보고는 중하게 여기고, 범상치 않은 아이임을 알아 보았다. 백인걸의 문하에서 시서와 경사 등을 수학하였다.  이후 담양의 면앙 송순 문하에도 출입하였다.
그는 젊어서 해서, 황해도에 갔다가 한 기생을 데려오려 했으나 끝내 데려오지 못했다. 그는 기생의 치마폭에 시를 남겨주고 떠났는데 "강머리에 말을 세워 이별 슬퍼 지체하니, 높은 버들가지만큼 미운 마음 이는구나, 미인은 정이 엷어 새 사람에 마음 두나, 사나이는 정이 깊어 뒷날 기약 다짐하네. 복사꽃 떨어지는 이 좋은 한식철에, 자고새 황혼시에 날아갔다 날아오네. 남포의 풀 우거지고 봄 물결은 출렁이니, 마름꽃에 정을 담아 꺾어가서 두리로다."라고 하였다. 뒤에 새로 온 황해도 관찰사가 기생의 치마에 쓰인 시를 읽고 시재를 감탄하고, 그 사연을 물어보았다. 나중에 감사가 고맹영을 만나자 당신 아들 고경명은 재주와 얼굴이 뛰어났지만, 행동에는 좋지 않은 면이 있다며 비꼬았다. 그러자 고맹영은 자기 아들의 모습은 제 어미를 닮았지만 행동은 나를 꼭 닮았다며 웃자 관찰사도 함께 웃었다 한다. 현호쇄담에 실린 내용으로 여기에 그가 지었다는 시 1수가 전언 수록되어 있다.
1552년(명종 7년) 진사시와 생원시 2등(二等) 18위(23/100)에 동시 입격하여 진사가 되었고, 진사시에는 1등 4위(4/100)으로 합격했다. 1558년(명종 13년) 명종이 성균관에 유생들을 시험할 때 수석을 차지하여 바로 직부전시에 명을 받았다.

### 과거 급제 이후
1558년(명종 13년) 바로 전시에 응시하여 식년시 문과에 갑과 1위로 장원급제하고, 성균관전적에 임명되고, 이어서 호조좌랑이 되었다가 다시 공조좌랑이 되었다. 이어 형조좌랑·사간원정언 등을 역임했다. 1559년(명종 14) 세자시강원사서에 임명되고, 1560년(명종 15) 봄 사간원 정언이 되었다가 형조좌랑을 거쳐, 병조좌랑 지제교에 임명되었다가 호당(湖堂)에 들어 사가독서(賜暇讀書)를 받았다.
1561년 봄 사간원헌납이 된 뒤 사헌부지평, 홍문관의 부수찬·부교리를 거쳐 다시 사간원헌납으로 임명되었다가 그해 가을 홍문관부수찬을 거쳐 암행어사로 평안도를 다녀왔다. 그해 겨울 부교리를 거쳐 1562년(명종 17) 봄에 병으로 성균관전전적에서 울산군수로 좌천되었다. 1563년 교리가 되었다. 1563년(명종 18년) 인순왕후의 외숙인 이조판서 이량의 전횡을 논할 때 교리(校理)로서 이에 참여하여 이량을 공격하였지만, 부친 고맹영과 장인 김백균이 인순왕후의 외삼촌 이량과 같은 당류이었는데 이에 연좌되어 울산군수로 좌천되었다. 그해 11월 사헌부 탄핵을 받아 파직되었다.
울산 군수 고경명(어려서부터 재주가 있다는 이름이 있더니 일찍 외과(巍科)에 올랐으나 부박하고 허황되고 교만하고 협기(俠氣)가 있었다. 그 아비 고맹영, 장인 김백균과 함께 이양을 섬겨 청현직(淸顯職)을 얻었다.)은 앞서 간인들을 제거하던 날에 옥당(玉堂)에 있으면서 대의(大議)에 참여하였으니 의당 조심하여 누설하지 않았어야 할 터인데 마음씀이 반복 무상(反覆無狀)하여 장인 김백균에게 은밀히 편지를 보내어(언문으로 편지를 써서 보냈으니 더욱 간사하다.) 이양에게 전하도록 하였으니 지극히 간휼(奸譎)합니다. 그런데도 아직도 관작을 보존하고 있으므로 물정이 분개하고 있습니다. 파직하고 서용하지 마소서.

 이후 1571년(선조 4년) 선조가 그의 재능을 아깝게 여겨 서용하려 하였으나 사림파 언관들의 맹렬한 반대로 무산되었다.

### 복직과 관료 생활
1581년(선조 14년) 동인의 반대를 견뎌내고 복직되어 영암 군수에 재 등용되고, 이어서 명나라 공식 기록에 이성계가 이인임의 아들로 기록된 것을 바꾸는, 종계변무주청사(宗系辨誣奏請使) 김계휘가 명나라에 파견될 때, 추천하여 변무주청사의 서장관으로 임명되어 연경에 다녀왔다. 그는 훈구파의 자제라는 비방에도 불구하고 율곡 이이가 그의 능력을 인정해주어 발탁함으로써 관직에 머무를 수 있었다. 이때 그는 성균관직강 겸 사헌부지평의 직책에 임명되어 명나라를 다녀왔다.
1582년(선조 15년) 서산군수로 전임 되었는데, 명사원접사에 임명된 이이의 천거로 그 종사관(從事官)이 되었으며, 이어서 종부시첨정에 임명되었다. 그뒤 사섬시첨정이 되었으며 사신으로 만난 명나라 사신들과 시문을 주고 받았다. 1583년 한성부[[서윤]이 되었다가 한산군수를 거쳐 그해 말 문한(文翰)으로 추천되어 예조정랑에 임명되었으나 부임하지 않았다. 그는 바로 광주의 집으로 낙향했다. 1584년(선조 17년) 종부시첨정에 임명되었다가, 이 해 사복시첨정이 된 뒤 그해 말 성균관사예를 거쳐 1585년(선조 18) 군자감정이 되었으나 병을 이유로 사직하였다. 그 해 순창군수로 부임했다가, 재직 중 전염병에 걸려 혼수상태에 빠졌다가 며칠만에 기적적으로 깨어났다. 유몽인의 어우야담에 의하면 이때 그는 저승사자에게 끌려갔다가 다른 사자가 이 사람이 아니라고 했다 한다. 얼마 뒤 무속인의 굿 소리를 듣고는 사자를 데리고 무속인이 있는 곳으로 가서 저승사자에게 술이 취하도록 먹인 뒤 깨어났다 한다. 순창군수로 재직 중 1588년 파직되었다.
1590년(선조 23) 승문원판교로 다시 등용되었다. 그해 여름 내섬시정이 되고, 대신들의 추천을 받아 다시 승문원판교가 되어 지제교 겸 춘추관편수관직을 겸직했다. 이때 명망가들이 그를 자신의 편으로 끌어들이려 하였으나 그는 사양하고 물러나 있었다. 1590년 가을 통정대부로 승진하여 동래부사로 발령되었다. 1591년(선조 24) 봄 동래 부사로 있다가 종계변무가 성사되자 그는 광국원종공신에 책록되었다. 같은 해 여름 서인이 제거될 때 동인이 좌상(左相) 정철(鄭澈)을 논죄(論罪)하며, 그를 지목하여 정철(鄭澈)의 추천을 받은 사람이라 하였으므로, 사직하고 낙향했다.

### 임진왜란과 최후
1592년(선조 25) 초, 그는 어느날 하늘의 별을 보고 이변이 발생할 것을 예상하였다. 그 해 4월 임진왜란이 일어나고 왜군의 한성 점령 소식 및 선조가 의주로 피난갔다는 소식을 듣고 담양에서 의병을 일으켰다. 전라도관찰사 이광(李洸)과 광주목사 권율 등이 이끄는 관군 5만 명이 수천 명의 왜군에게 용인 등지에서 참패하자 그는 격문을 돌려 6천여 명의 의병을 모집했다. 5월 29일에 같이 의병을 일으킨 양대박(梁大樸), 광양 옥과 출신으로 성균관학유를 지냈던 유팽로(柳彭老) 등이 그를 의병장으로 추대하고, 양대박은 전주로 가서 2천 명의 의병을 모집했다.
1592년 6월 1일에 담양을 출발하여 북상하던 중 6월 13일 전주로 가서 큰 아들 고종후(高從厚)에게 영남에서 올라오는 왜군을 막게 하였다. 22일 충청도 여산(礪山)을 거쳐 27일 은진(恩津)으로 이동했다. 왜군이 금산을 점령하고 점차 호남에 침입할 것이라는 정보를 입수하자 연산(連山)으로 이동하였다. 그런데 전라도 광주와 장흥 등에서 모집한 6천여 명의 의병을 이끌고 임금을 지키러 의주로 가던 중 전주에서 군사를 정돈하여 말머리를 돌려 금산으로 갔다. 일본군이 금산에서 금산 관군과 의병을 전멸시키고 군수도 전사한 상태였다. 그는 금산 방어사 곽영(郭嶸)과 함께 병력을 재정비하고, 금산에 집결하고 있던 왜군과 싸우다가 아들 권지성균관학유 고인후(高因厚)와 함께 전사하였다.
금산의 성곽이 튼튼해서 함락이 어렵자 그는 방어사와 함께 군사를 움직여 8백여명의 기병을 이끌고 공격했다. 그러나 중간에 곽영의 부하장수 김성헌 등이 도망갔다. 금산의 일본군은 광주, 흥덕에서 추가로 올라온 일본군과 합세하였다. 1592년 7월 10일 그는 와은평(臥隱坪) 일대에서 고바야카와 다카카게가 이끄는 왜군과 싸우던 중 고경명은 말에서 낙마하여 떨어졌다. 바로 안영과 유팽로가 말에서 내려와 그를 부축했지만 뒤쫓아온 일본군의 칼에 모두 베어 모두 죽었다. 성에 있던 아들 고인후 역시 의병들과 함께 전사한다. 그의 시신은 바로 수습되지 못하고, 죽은지 40여 일 만에 찾아냈는데, 여러번 여름비를 겪었으나 시신이 썩지 않고 살 색이 산사람 같아서 보는 자가 모두 이상하게 여겼다. 당시 향년 58세였다.

### 사후
1592년 10월 전라남도 화순현 흑토평(黑土坪) 언덕에 매장했다가 1609년(광해군 1) 3월 9일 전라남도 장성현 오동리(현, 장성군 장성읍 영천리 430-2번지)로 이장하였다. 바로 선조의 왕명으로 자헌대부 예조판서(資憲大夫 禮曹判書) 겸 홍문관대제학 예문관대제학 지경연춘추관성균관사(兼弘文館大提學藝文館大提學 知經筵春秋館成均館事)에 추증되었다. 다섯째 아들 고유후는 그의 3년상을 하던 중 병이 들어 탈상 후 1년만에 사망했다. 한편 그의 아들 중 살아남은 고순후는 1591년에 사마시에 합격했는데, 그가 순국한 일로 특별채용 되어 사헌부감찰을 지냈다.
큰 아들 고종후 역시 상중에 기복하여 다시 의병을 이끌고 진주성에서 싸우다가 패하여 1593년 6월 강물에 투신하여 자결했다. 고종후도 승정원도승지에 추증되었다.
이때 순찰사는 전일의 혐의를 가지고 어두운 밤에 행군하다가 군사가 무너져서 죽은 것은 아니냐며 의심했지만, 후임 순찰사로 부임한 이정엄(李廷馣)이 재 조사하여 그의 사망 정황을 확인하였다. 1595년(선조 28) 여름 왕명으로 정려되어 정문이 세워졌으며, 1601년에는 문하생인 사헌부감찰 박지효와 유림 등의 명의로 사우를 지어주도록 상소를 하였으나 실현되지 못하고, 집안·유림 등의 도움으로 광주에 사우를 세우고, 1603년에 조정에서 포충이란 사액만 내려졌다.
뒤에 다시 의정부 좌찬성(政府 左贊成)에 추증되고, 1605년(선조 38) 선무원종공신 1등에 녹훈(錄勳)되었다. 광주의 포충사(褒忠祠), 금산의 성곡서원(星谷書院) 및 종용사(從容祠), 순창의 화산서원(花山書院)에 배향 되었다. 시호는 충렬(忠烈)이다. 시 · 글씨 · 그림에 뛰어났다. 저서로는 《제봉집 (霽峰集)》,《서석록 瑞石錄》, 《유서석록 遊瑞石錄》 등이 있다.

## 가족관계
- 증조부 : 고자검(高自儉)
  - 할아버지 : 고운(高雲)
    - 아버지 : 고맹영(高孟英)
    - 어머니 : 남평 서씨 - 서걸(徐傑)의 딸
      - 부인 : 울산 김씨 - 김백균(金百筠)의 딸
        - 장남 : 고종후(高從厚), 호 준봉(隼峰), 시호 효열(孝烈)
          - 손자 : 고부립(高傅立)
          - 손자 : 고부언(高傅言)

        - 차남 : 고인후(高因厚), 호 학봉(鶴峯), 시호 의열(毅烈)
          - 손자 : 고부림(高傅霖)
          - 손자 : 고부천(高傅川), 문과 급제
          - 손자 : 고부집(高傅楫)
          - 손자 : 고부량(高傅良)

        - 삼남 : 고준후(高遵厚), 요사(夭死)
        - 사남 : 고순후(高循厚), 호 정헌(靜軒), 사헌부 감찰
        - 오남 : 고유후(高由厚), 호 청사(晴沙), 판결사
        - 육남 : 고용후(高用厚), 태인 현감
        - 딸 노씨 부인과 안씨 부인
        - 장녀 : 광주 박씨 박숙(朴橚)에게 출가
          - 외손자 : 박충렴(朴忠)

## 저작

### 저서
- 《제봉집》
- 《서석록 瑞石錄》
- 《유서석록 遊瑞石錄》

### 작품
- 고경명간찰

## 수상 경력
- 광국원종공신 1등관(1591년)
- 선무원종공신 1등관(1605년)

## 기타
월정 윤근수(尹根壽)는 그가 시를 잘 짓는다 하였다. 그의 시문 중 몇편이 현대까지 전해진다.

## 관련인물 및 사건
- 7백의총
- 조헌
- 임진왜란
- 최경회
- 김천일
- 고종후(아들)
- 고인후(아들)
- 백인걸
- 송순

## 관련 문화재
- 고경명 선생 비 - 충청남도 문화재자료 제28호
- 고씨삼강문 - 광주광역시 기념물 제12호